# Puchar Polski (województwo lubuskie) w piłce nożnej mężczyzn (2023/2024)
W sezonie 2023/2024 Puchar Polski na szczeblu regionalnym w województwie lubuskim składał się z 4 rund, w których brały udział 16 drużyn: 6 z Okręgu Gorzów Wielkopolski oraz 10 z Okręgu Zielona Góra. Rozgrywki miały na celu wyłonienie zdobywcy Regionalnego Pucharu Polski w województwie lubuskim i uczestnictwo na szczeblu centralnym Pucharu Polski w sezonie 2024/2025.

## Uczestnicy
| III liga | IV liga | Klasa Okręgowa |
| --- | --- | --- |
| - Carina Gubin – OPP Zielona Góra - Warta Gorzów Wielkopolski – OPP Gorzów Wlkp. - Lechia Zielona Góra – OPP Zielona Góra - KS Stilon Gorzów Wielkopolski – OPP Gorzów Wlkp. | - Pogoń Świebodzin – OPP Zielona Góra - Lechia II Zielona Góra – OPP Zielona Góra - Dąb Przybyszów – OPP Zielona Góra - Syrena Zbąszynek – OPP Zielona Góra - Stal Jasień – OPP Zielona Góra - Polonia Słubice – OPP Gorzów Wlkp. - Odra Nietków – OPP Zielona Góra - Warta II Gorzów Wielkopolski – OPP Gorzów Wlkp. | - Cargovia Kargowa – OPP Zielona Góra - Budowlani Murzynowo – OPP Gorzów Wlkp. - Czarni Witnica – OPP Gorzów Wlkp. - Victoria Szczaniec – OPP Zielona Góra |

## 1/8 finału
Pary 1/8 finału rozlosowano 5 października 2023 roku, natomiast mecze rozegrano 3 i 10 kwietnia 2024 roku.
| 3 kwietnia 2024 | Lechia Zielona Góra                                  | 3:2 (pd.)  | Carina Gubin                               |  |
| 16:15           | 49' Rafał Figiel · 90', 119' (k.) Mateusz Surożyński | (0:1, 2:2) | 35' Mateusz Szela · 53' Kacper Staszkowian |  |

| 3 kwietnia 2024 | Pogoń Świebodzin | 0:4   | Stilon Gorzów Wielkopolski                                                             |  |
| 16:15           |                  | (0:3) | 15' Filip Wiśniewski · 24' Mateusz Kaczor · 34' (k.) Łukasz Kopeć · 79' Damian Grudnik |  |

| 3 kwietnia 2024 | Cargovia Kargowa  | 1:3   | Syrena Zbąszynek                                                |  |
| 16:15           | 1' Gracjan Lustig | (1:1) | 42' Paweł Dulat · 57' Mikołaj Maciejewski · 89' Wiktor Kuberski |  |

| 3 kwietnia 2024 | Budowlani Murzynowo | 1:4   | Warta Gorzów Wielkopolski                                                 |  |
| 16:15           | 41' Felipe Torres   | (1:1) | 45' Karol Gardzielewicz · 47', 90' Igor Lewandowski · 79' Kacper Pociecha |  |

| 3 kwietnia 2024 | Czarni Witnica | 0:4   | Stal Jasień                                                                          |  |
| 16:15           |                | (0:2) | 28' Kornel Wieczorek · 30' (k.) Dawid Kaczor · 62' Yussuf Bwanga · 84' Patryk Jasiak |  |

| 3 kwietnia 2024 | Polonia Słubice                                                                                                   | 6:1   | Odra Nietków      |  |
| 16:15           | 40' João Victor Zanatta · 45', 56' Rafał Gronostaj · 58' Daniel Stadie · 63' Jakub Świder · 71' Przemysław Begier | (2:1) | 15' Igor Szymczak |  |

| 3 kwietnia 2024 | Victoria Szczaniec                     | 2:5   | Warta II Gorzów Wielkopolski                                           |  |
| 16:15           | 27' Jakub Szeremeta · 33' Caio Augusto | (2:2) | 8', 67' Maksymilian Hrabski · 30', 69' Tymur Czepowoj · 63' Dawid Ufir |  |

| 10 kwietnia 2024 | Lechia II Zielona Góra                                            | 3:0   | Dąb Przybyszów |  |
| 16:30            | 6' Bryan Wrzeszcz · 33' Hubert Lenartowicz · 73' Michał Pilarczyk | (2:0) |                |  |

## 1/4 finału
Pary 1/4 finału rozlosowano 11 kwietnia 2024 roku, natomiast mecze rozegrano 16 i 24 kwietnia tegoż roku.
| 16 kwietnia 2024 | Warta II Gorzów Wielkopolski | 1:2 (pd.)  | Warta Gorzów Wielkopolski        |  |
| 17:00            | 56' (k.) Dawid Ufir          | (0:0, 1:1) | 89', 98' Maksymilian Trepczyński |  |

| 24 kwietnia 2024 | Stilon Gorzów Wielkopolski | 0:2   | Lechia Zielona Góra                         |  |
| 17:00            |                            | (0:1) | 4' Jakub Kołodenny · 90' Tomasz Matuszewski |  |

| 24 kwietnia 2024 | Syrena Zbąszynek                                                  | 4:1   | Lechia II Zielona Góra |  |
| 17:00            | 7', 30' Marcin Weber · 17' Adrian Ratajczyk · 74' Wiktor Kuberski | (3:1) | 2' Maciej Pawelec      |  |

| 24 kwietnia 2024 | Polonia Słubice           | 1:4   | Stal Jasień                                                  |  |
| 17:00            | 89' (k.) Oliwier Komejsza | (0:2) | 3' Patryk Jasiak · 45', 55' Jussuf Mwinyi · 81' Takatō Sakai |  |

## 1/2 finału
Pary półfinałowe rozlosowano 29 kwietnia 2024 roku, natomiast mecze rozegrano 22 maja tegoż roku.
| 22 maja 2024 | Stal Jasień | 0:1   | Warta Gorzów Wielkopolski |  |
| 17:30        |             | (0:1) | 7' Filip Roszak           |  |

| 22 maja 2024 | Syrena Zbąszynek     | 1:5   | Lechia Zielona Góra                                                                     |  |
| 17:30        | 82' Dawid Stachowiak | (0:2) | 26', 61' Igor Bambecki · 44' (k.) Jakub Babij · 65' Przemysław Mycan · 90' Dawid Dębski |  |

## Finał
Finał rozegrany został 12 czerwca 2024 roku w Kostrzynie nad Odrą W nim Lechia Zielona Góra pokonała Wartę Gorzów Wielkopolski 4:0. Wygrała ona tym samym Regionalny Puchar Polski oraz uzyskała prawo do gry w sezonie 2024/25 na szczeblu centralnym Pucharu Polski.
| 12 czerwca 2024 | Lechia Zielona Góra                                                                        | 4:0   | Warta Gorzów Wielkopolski |  |
| 17:00           | 57' Przemysław Mycan · 71' Tomasz Matuszewski · 85' Jakub Kołodenny · 90' Sebastian Górski | (0:0) |                           |  |